# John Philipps Kenyon
John Philipps Kenyon (18 juin 1927 - 6 janvier 1996) est un historien anglais et membre de la British Academy . Son domaine d'expertise est l'Angleterre du XVIIe siècle .

## Biographie
Kenyon est né à Sheffield où il fréquente la King Edward VII School puis l'Université de Sheffield  où il obtient un diplôme de première classe en histoire en 1948  avant de se rendre à Cambridge pour obtenir un doctorat sous la direction de John H. Plumb en 1954. Il est ensuite nommé membre du Christ's College, Cambridge  avant de devenir professeur d'histoire à Hull pendant 19 ans, suivis de six ans à St Andrews. De 1987 à 1994, il est professeur émérite d'histoire britannique moderne à l'Université du Kansas. Pendant de nombreuses années, il est un critique régulier pour The Observer .

## Œuvres
- Robert Spencer, Earl of Sunderland (1958)
- The Stuarts (1958)
- The Stuart Constitution, 1603-1688 (1966)
- The Popish Plot (1972)
- Revolution Principles: The Politics of Party 1689-1720 (1977)
- Stuart England (1978)
- The History Men (1983)
- The Civil Wars of England (1988)